# Єзидизм в Сирії
Єзидизм у Сирії стосується людей, які народилися або проживають у Сирії, які дотримуються єзидизму, суворо ендогамної релігії. Єзиди в Сирії живуть переважно двома громадами: одна в районі Аль-Джазіре, а інша в Курд-Даг. Точні дані про кількість єзидів у Сирії недоступні, але, за оцінками, у Сирії проживає від 10 000 до 50 000 єзидів. Exact population data of Yazidis in Syria is unavailable, but it is estimated that between 10,000-50,000 Yazidis reside in Syria. >
Чисельність населення сирійської єзидської громади невідома. Згідно з національним переписом у 1963 році громада оцінювалася приблизно в 10 000 осіб, але цифри за 1987 рік були недоступні. Сьогодні в Сирії може бути від 12 000 до 15 000 єзидів. З 2014 року більше єзидів з Іраку шукали притулку в Автономній адміністрації Північної та Східної Сирії, щоб уникнути геноциду єзидів з боку ІДІЛ. У 2014 році в Сирії було близько 40 000 єзидів, переважно в Аль-Джазіре.
Після поширення турецької окупації північної Сирії на район Афрін, населений переважно курдами, з'явилися повідомлення про те, що єзиди в демографічно змішаних селах регіону Курд-Даг стали мішенню Сирійської національної армії (СНА), яку підтримує Туреччина, через їхню релігійну ідентичність, а також осквернення їхніх святинь. У жовтні 2019 року Туреччина вторглася в північно-східну частину Сирії; кілька єзидських сіл стали мішенню, а їхні жителі втекли до регіону, який усе ще перебуває під контролем AANES. Викрадення єзидських жінок і дівчат СНА є постійною проблемою.

## Відомі представники ссирійських єзидів
- Ібрагім Халіл: єзидський співак із Сирії.[16]

## Подальше читання
- Maisel, Sebastian (2017). Yezidis in Syria: Identity Building among a Double Minority. Lexington Books. ISBN 978-0-7391-7774-7.